# Ligne M4 du métro de Budapest
Pour les articles homonymes, voir M4.
La ligne M4 du métro de Budapest (en hongrois : Budapesti M4-es metróvonal) est l'une des quatre lignes du réseau métropolitain budapestois. Elle relie la Gare de Budapest-Kelenföld à la Gare de Budapest-Keleti. Il s'agit d'une ligne de métro automatique.

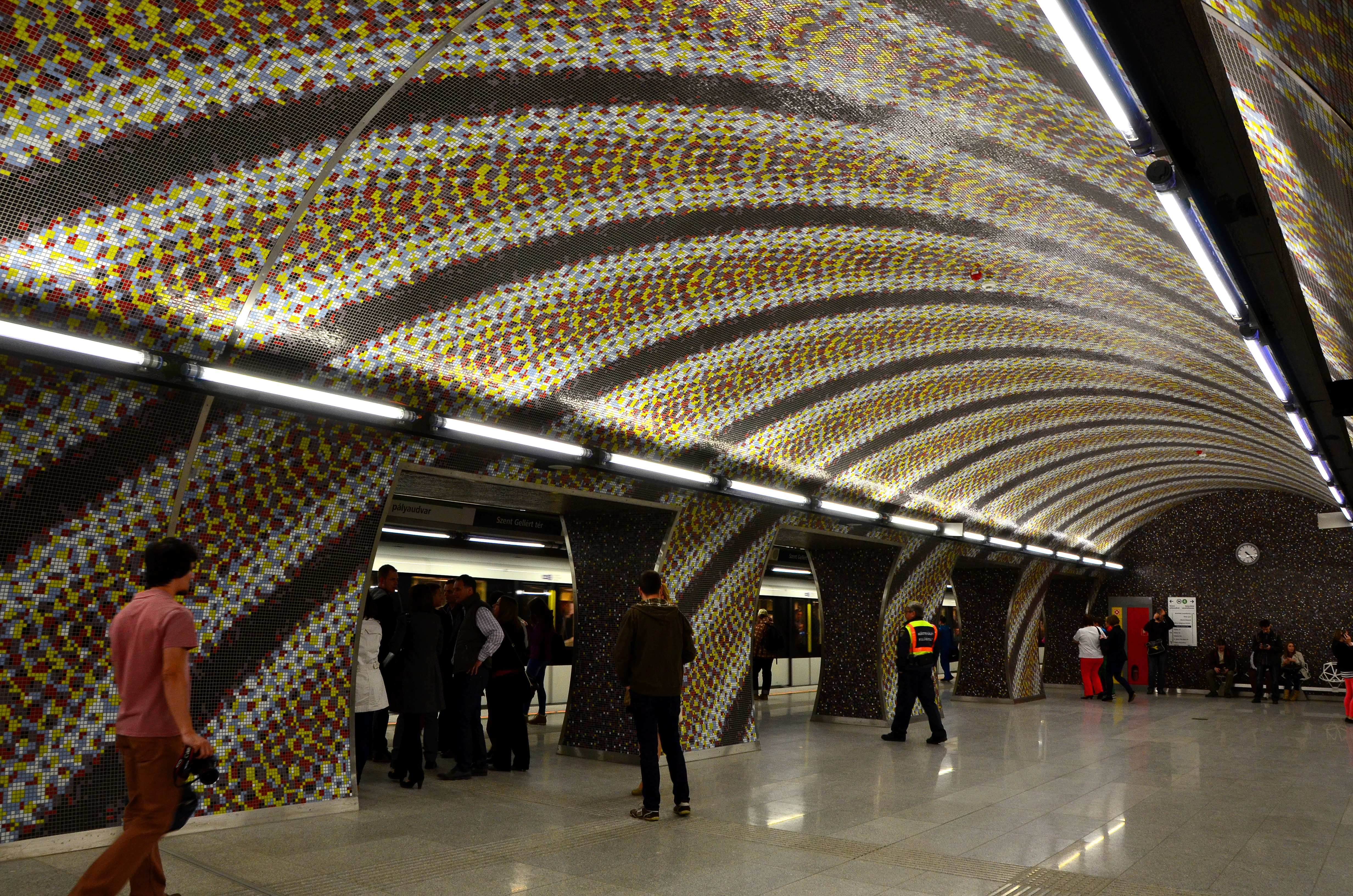
La station Szent Gellért tér.

## Histoire

### Le projet
Les premiers échos du projet d'une quatrième ligne de métro (et même d'une cinquième ligne) à Budapest paraissent en juillet 1986. C'était simultanément à l'annonce que la société hongroise Ganz développait un véhicule de métro. L'ouverture de la ligne était prévue dans les années 90.  Il faudra toutefois attendre janvier 1990 pour qu'un protocole d'accord soit signé à Budapest, à l'occasion de la visite du président François Mitterrand en Hongrie, entre Matra et cinq entreprises magyares pour la création d'une quatrième ligne de métro dans la capitale en système VAL 256. Le projet, d'un montant global de 2 milliards de francs serait financé pour les deux tiers grâce à des crédits français. L'accord devait être signé, de manière optimiste, quatre mois plus tard. La société allemande Siemens se met également sur les rangs. L'offre n'aboutit pas, faute de financement. 
Un appel d'offres est de nouveau lancé début 1993 pour une première section de la ligne de 5,4 km.  En juin 1993, c'est Siemens qui est pré-sélectionné. Le projet n'aboutit toutefois pas, les ressources financières étant prioritairement orientées vers la reconstruction de la ligne du Millennium.
Depuis l'automne 1995, le projet est de nouveau à l'ordre du jour. Une étude de faisabilité conduite par Systra-Sofrerail-Sofretu et Symonds Travers Morgan est lancée fin 1995. La Russie se met sur les rangs en proposant deux offres de métro, une clé-en-main, une pour le génie civil seulement, en échange d'un effacement d'une partie de la dette de la Russie envers la Hongrie. La solution d'une ligne de métro classique est retenue, conformément aux conclusions de l'étude confiée à Systra et à Travers-Morgan remise fin 1996. Une décision gouvernementale du 5 mars 1997 définit la construction de la nouvelle ligne de métro comme un projet local subventionné par le budget de l’État et donne son feu vert à la préparation d'un projet préliminaire. Une société de projet (DBR Metro Kft) est créée en août 1997. En juin 1999, DBR Metro publie un dossier sur le projet. Les solutions financières pour cette ligne de 7,3 km tardent à émerger. En avril 1998 la Banque Européenne d'Investissement accorde un prêt de 200 M. Ecu. Outre des banques d'Allemagne et de pays scandinaves, c'est la municipalité et l’État qui devaient apporter 45% du montant du projet alors estimé à 650 M. Ecu. 
L’État se désengage du projet en novembre 1998 au profit du réseau routier. La Mairie annonce vouloir continuer le projet, mais la recherche du financement devient de plus en plus compliquée. En décembre 2002, la BEI accorde un prêt de 875 M.€ d'une durée de 25 ans, sur un coût total du projet estimé à 1,2 milliard d'euros, du fait de l'ajout de stations supplémentaires.  En mai 2003, le gouvernement accepta de participer au financement du projet.  L'inauguration de la première phase de cette ligne, soit 7,3 km, 10 stations, 66 véhicules devait avoir lieu en décembre 2008. Le coût de cette première phase était estimé à 800 M.€  L’État devait financer 70% du projet, la Municipalité 30%. Le crédit accordé par la BEI atteignait 75% du total du projet (1 167 M.€ avec 10,5 km, 14 stations, 22 rames de cinq voitures).

### La construction
La construction du métro prend du retard à cause de difficultés à obtenir les autorisations nécessaires, sans doute en rapport avec les difficultés financières qui seront présentes tout au long de la phase de construction. Ce n'est qu'en 2005 que la phase de construction commence par le lancement des appels d'offres. Les documents de conception et d'appels d'offres, réalisés par le consortium Főmterv, sortent progressivement en 2006-2007,  ceux de la voie et du dépôt n'étant édités qu'en 2008. La procédure suivie rend difficile une coordination entre les différentes sociétés de construction attributaires des onze lots. Le principal lot, celui de la conception-construction des 7,3 km de tunnels, a été attribué en février 2006 à Bamco, un consortium comprenant la société française Vinci, la société autrichienne Strabag et la compagnie hongroise Hidepito, pour 207 M.€. La situation financière de la Hongrie s'aggravant, le gouvernement hongrois décide fin 2006 d'utiliser la quasi-totalité des ressources attribuées à la Hongrie pour le développement des transports publics à partir des fonds de cohésion et de la structure de l'Union Européenne. En juin 2008, la mise en service est prévue mi-2011,.
La construction sera freinée à plusieurs reprises pour non paiement des factures, par exemple en mars 2008 et en mai 2009. Non seulement le projet, de par l'incompétence de son management, par ses difficultés de financement, mais également par irrégularités et corruptions sera source de gaspillages, d'une importante dérive financière ainsi que d'un retard de six ans dans sa mise en service..
Le coût total du projet atteint 452,5 milliards de forins hongrois (soit selon les conversions 1,7 milliard d'euros ou 1,4 milliard d'euros) dont 729 millions du fonds de cohésion européen. C'est l'un des métros les plus chers au monde.

#### Le matériel roulant
C'est au cours du premier semestre 2005 que BKV lança un appel d'offres pour remplacer les véhicules soviétiques de la ligne 2 et fournir les véhicules de la ligne 4 en projet. En mai 2006, la société Alstom annonce être attributaire, avec Ganz Transelektro, du contrat pour 247 M€. Selon les termes du contrat, les véhicules devaient être livrés en 2008, mais la production prend du retard. En octobre 2010, BKV annule le contrat avec Alstom. La ville ayant toutefois besoin de l'aide européenne pour la construction de la ligne 4 qui prend un grand retard, un nouvel accord fut signé en août 2011 prévoyant qu'Alstom reconfigurerait les trains dans les 300 jours. Les livraisons de train pour la ligne 4 débuteront en décembre 2012  et se terminera en septembre 2013. Ils seront en phase de test à partir d'octobre 2013.

#### Les équipements électriques et les automatismes
En octobre 2006 Siemens annonce un contrat de €109 M  pour la fourniture d'un système d’automatisme intégral Trainguard MT CBTC (équipements fixes et embarqués), des équipements de contrôle et de sécurité, du système de transmission de données (radio et réseau), du Poste de Commande Centralisée et des équipements d'alimentation électrique. L’automatisation intégrale de cette nouvelle ligne permettra d’exploiter les trains à une vitesse maximale de 80 km/h avec des intervalles de 90 secondes entre chaque train.

### Mise en service
La mise en service entre les stations Kelenföld et Keleti a eu lieu le 28 mars 2014 . Cette inauguration n'efface pas l'impression d'inefficacité et de gaspillage dans la gestion de ce projet,. La vitesse maximale autorisée est passée à 70 km/h.
Afin de ne pas retarder la mise en service, les tests de conduite automatique sans conducteur ne furent pas réalisés et les trains roulèrent en conduite automatique avec un superviseur à bord. Le métro passa totalement en conduite sans conducteur après la réalisation des tests nécessaires, en janvier 2016. 

## Tracé et stations

### Stations
|  |   |  | Station                | Desserte                                | Correspondances |
|  | - |  | ---------------------- | --------------------------------------- | --- |
|  | o |  | Kelenföld vasútállomás | 11e arr. Gare ferroviaire Gare routière | 1 19 49 8E 40 40B 40E 53 58 87 87A 88 88A 101B 101E 108E 141 150 150B 153 154 172 173 187 188 188E 250 250B 251 251A 251E 272 1 30a 40a |
|  | • |  | Bikás park             | 11e arr.                                | 1 7 58 114 153 213 214 |
|  | • |  | Újbuda-központ         | 11e arr.                                | 4 17 41 47 48 49 56 33 53 58 150 150B 153 154 212 212A 212B                                                                             |
|  | o |  | Móricz Zsigmond körtér | 11e arr.                                | 6 17 19 41 47 47B 48 49 56 56A 61 7 27 33 33A 58 114 213 214 240                                                                        |
|  | o |  | Szent Gellért tér      | 11e arr.                                | 19 41 47 48 49 56 56A 7 107 133E |
|  | o |  | Fővám tér              | 5e arr., 9e arr.                        | 2 2B 23 47 48 49 83 15 |
|  | o |  | Kálvin tér             | 5e arr., 8e arr., 9e arr.               | 47 48 49 72 83 9 15 100E ↔ Aéroport |
|  | o |  | Rákóczi tér            | 8e arr.                                 | 4 6 |
|  | o |  | II. János Pál pápa tér | 8e arr.                                 | 28 28A 37 37A 62 99 217E |
|  | o |  | Keleti pályaudvar      | 7e arr., 8e arr. Gare ferroviaire       | 23 24 73 76 78 79 80 5 7 7E 8E 20E 30 30A 107 108E 110 112 133E 230 80a 120a                                                            |

## Exploitation

### Matériel roulant et alimentation électrique

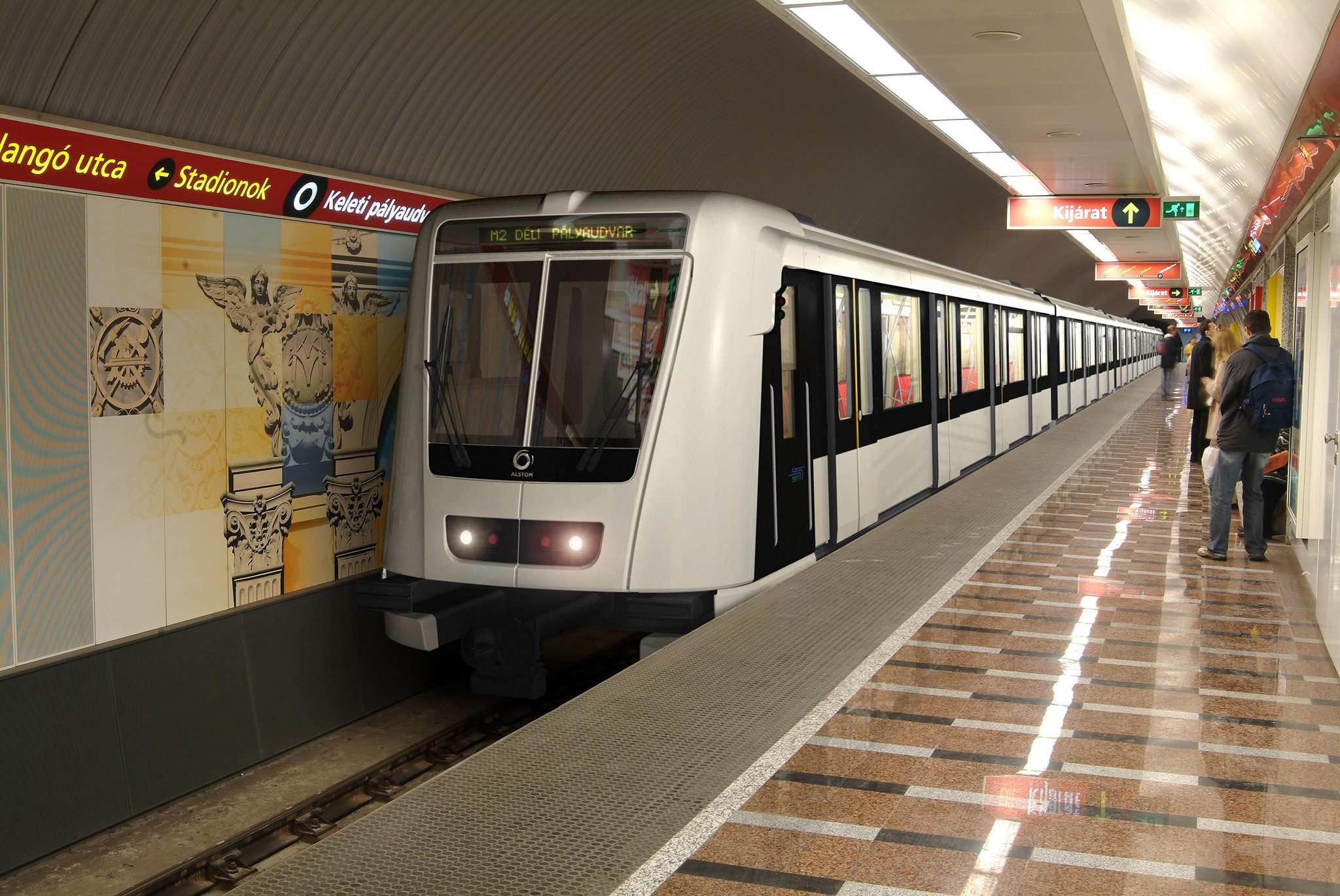
Rame de la ligne M4

La ligne est équipée de 15 rames de quatre véhicules Alstom Metropolis. Elles ont été conçues en France. L'équipement de traction a été fabriqué en Hongrie. La fabrication des caisses et l'assemblage final ont été réalisés à Katowice, en Pologne.
Le poids à vide de la rame est 136 tonnes. Sa longueur est de 80 mètres pour une capacité de 810 passagers, dont 164 assis et 646 passagers debout. La vitesse maximale est de 80 km/h. 
L'alimentation électrique des véhicules se fait par troisième rail au sol en 750 volts courant continu.

### Le système d'automatisme
Les automatismes des véhicules sans conducteur sont du type CBTC Siemens.

## Projet d'extension de la ligne
Selon le projet originel la ligne devait comporter 13 km, 14 stations. Mais le projet de prolongement de la ligne à l’est de son terminus actuel à Keleti, est abandonné après que le gouvernement municipal ait voté pour l’extension du réseau de tramway de la ville.